# Hidalgo terranea
Hidalgo terranea är en fjärilsart som beskrevs av W. Warren 1907. Hidalgo terranea ingår i släktet Hidalgo och familjen mätare. Inga underarter finns listade i Catalogue of Life.